# 草見潤平
草見 潤平（くさみ じゅんぺい、1956年〈昭和31年〉7月11日 - ）は、群馬県桐生市出身の俳優である。本名・宮内 潤。オフィス天童所属。

## 略歴
- 1978年、日本大学芸術学部を中退した後に、1980年、劇団青年座に入り俳優となる[1]（1988年 退団）。
- 主に2時間ドラマ、大河ドラマに多く出演している。
- 特技は居合道。居合道範士九段の佐川博男に師事し、夢想神伝流の二段を取得した[3]。

## 出演

### テレビドラマ
- 一人来い二人来いみんな来い（1980年 - 1981年、TBS） - 片岡直治 役
- 大河ドラマ
  - おんな太閤記（1981年、NHK大河ドラマ） - 羽柴秀勝 役
  - 徳川家康（1983年、NHK） - 鳥居元忠 役
  - いのち（1986年、NHK） - 岩田豊 役
  - 独眼竜政宗（1987年、NHK） - 岩城政隆 役
  - 春日局（1989年、NHK） - 織田信忠 役
  - 翔ぶが如く（1990年、NHK） - 伊藤才蔵 役
  - 元禄繚乱（1999年、NHK大河ドラマ） - 土方雄豊 役
  - 葵 徳川三代（2000年、NHK大河ドラマ） - 松野重元 役
  - 武蔵 MUSASHI（2003年、NHK大河ドラマ） - 三木軍兵衛 役
  - 義経（2005年、NHK大河ドラマ） - 安達盛長 役
- 野々村病院物語（1981年、TBS） - 広島一郎 役
- 連続テレビ小説
  - いちばん太鼓（1985年） - 黒田権太 役
- 西田敏行の泣いてたまるか 第9話「人生の並木路」（1986年、TBS / 国際放映、東阪企画）
- 年末時代劇スペシャル「白虎隊」（1986年、日本テレビ） - 藤堂平助 役
- 胸キュン刑事（1987年、テレビ朝日）
- おもいっきり探偵団 覇悪怒組 第32話「燃えろ！落合先生」（1987年8月23日、フジテレビ / 東映）
- 少女コマンドーIZUMI 第5話「あぶない2人、反撃」（1987年12月3日、フジテレビ / 東映）
- ベイシティ刑事 第19話「復讐…」（1988年2月17日、テレビ朝日 / 東映） - 三上 役
- さすらい刑事旅情編 第1シリーズ 第6話「元ドラフト選手と蔭の女」（1988年11月23日、テレビ朝日 / 東映）
- 必殺シリーズ（朝日放送）
  - 必殺スペシャル・春一番 仕事人、京都へ行く 闇討人の謎の首領!（1989年） - 片山仙八郎 役
  - 必殺仕事人・激突! 第19話「秀、女絵師のモデルになる」（1992年） - 秀峰 役
- 暴れん坊将軍シリーズ （ANB / 東映）
  - 暴れん坊将軍III
    - 第61話「淡雪に祈りの恋奉公!」（1989年） - 稲葉隼人正 役
    - 第85話「め組の半次郎の天国と地獄」（1989年） - 栗林藤七郎 役

  - 暴れん坊将軍IV
    - 第4話「裏切り者に涙あり!」（1991年） - 石塚藤三郎 役
    - 第41話「土くれ愛妻武士道」（1992年） - 小牧専次郎 役

  - 暴れん坊将軍VIII
    - 第19話「妖しき占いの謎 グータラ夫に説教された吉宗」（1998年） - 板倉備後守 役

  - 暴れん坊将軍IX
    - 第26話「消えた香炉 正直三姉弟の災難」（1999年） - 北主水 役

  - 暴れん坊将軍X
    - 第24話「計られた上意討ち! 若侍に惚れた年上の女」（2000年） - 鮫島一心 役
- 月影兵庫あばれ旅 第1シリーズ 第4話「生きる為に忘れろ!」（1989年、テレビ東京 / 松竹） - 新島新伍 役
- 名奉行 遠山の金さん （ANB / 東映）
  - 第3シリーズ 第4話「夫を売った女の秘密」（1990年） - 千吉 役
  - 第3シリーズ 第11話「寛永寺炎上、危機一髪」（1990年） - 芳蔵 役
  - 第8シリーズ（遠山の金さんVS女ねずみ） 第9話「密室の死美人・謎の出合茶屋」（1997年）- 三次
- 八百八町夢日記（日本テレビ）
  - 第1シリーズ 第26話「夢之介が殺した女」（1990年） - 弥五郎 役
  - 第2シリーズ 第4話「春遠からじ」（1991年） - 徳松 役
- ザ・刑事（1990年、テレビ朝日） - 後藤 役
- また又・三匹が斬る! 第2話「男売ります、悲しき提灯奉行」（1991年4月18日、ANB　/ 東映） - 大沢格之進 役
- 長七郎江戸日記 第3シリーズ 第25話「ふたりの女」（1991年5月21日放送、日本テレビ / ユニオン映画） - 竜吉 役
- 雪の蛍（1991年、フジテレビ）
- 刑事貴族2 第4話「女弁護士」（日本テレビ）
- 腕におぼえあり（1992年、NHK） - 清水一学 役
- 水戸黄門（TBS / 東映）
  - 第21部
    - 第2話「陰謀暴いた風車・高山」（1992年4月13日） - 駒次 役
    - 第15話「拾った赤子は若君様・大洲」（1992年7月13日） - 小栗伝八郎 役

  - 第26部 第10話「陰謀砕く男の勇気・延岡」（1998年4月20日）- 桑原市之丞 役
  - 第29部 第19話「謎の俳諧師を追え！ -高田-」（2001年8月6日） - 酒井文造 役
  - 第30部 第15話「謎の美人は危険な匂い -堺-」（2002年4月22日） - 橘平四郎 役
  - 第31部 第2話「ご老公、最初の難所は箱根山」（2002年10月21日） - 柴田勘兵衛 役
  - 第32部 第3話「おらが蕎麦は日本一 -小諸-」（2003年10月11日） - 馬場一平 役
  - 第33部 第2話「金貸し泣かせた黄門様・御油」（2004年4月19日） - 河合伝八郎 役
  - 第34部 第4話「お世継ぎの陰謀を暴け -仙台-」（2005年1月31日） - 笹本藤蔵 役
  - 第36部 第4話「塩の道は絶体絶命! -糸魚川-」（2006年8月14日） - 大塚 役
  - 第38部 第10話「人情長屋の心意気！・福井」（2008年3月10日）- 押方庄二郎 役
  - 第39部 第12話「愛と復讐の桜島・鹿児島」（2009年1月12日） - 不知火の伊蔵 役
  - 第41部 第8話「貞淑妻の意外な過去・奈良」（2010年5月31日） - 横井重成 役
  - 第43部 第20話「裏切り者は誰だ!?・日光」（2011年12月5日） - 塩谷右近 役
- さすらい刑事旅情編V 第2話「東北新幹線・昏睡強盗の女」（1992年、テレビ朝日）
- 鬼平犯科帳 第3シリーズ 第15話「炎の色」（1992年4月1日、フジテレビ） - 平山清三郎 役
- 喧嘩屋右近
  - 第2シリーズ第5話「影武者右近、吉原潜入」（1993年、テレビ東京）
- 清左衛門残日録（1993年） - 清次 役
- 風の刑事・東京発!（1995年、テレビ朝日）
- 火曜サスペンス劇場（日本テレビ）
  - 検事霧島三郎3 「ヒモの男の死、刑事殺し、愛人殺し・三つの死に絡んだ男運の悪い女」（1996年8月20日）
  - 弁護士・朝日岳之助9 「プラス「一」の悲劇」（1997年3月4日）- 西尾クッキングスクール副理事長・西尾信雄 役
  - 刑事・鬼貫八郎
    - 2 「擬装心中」（1993年11月30日）- 本田正夫（本田節子の夫） 役
    - 7 「憎悪の化石」（1997年12月2日）- ボクシングジム会長 役

  - 弁護士・高林鮎子
    - 21 「上毛高原逆流の殺意」（1997年11月11日）- 沼田警察署部長刑事・大谷 役
    - 26 「雲仙長崎旅路の果て」（2000年4月11日）- 滝野技研の元・社員・梶浦弘三 役
- 土曜ワイド劇場
  - 京都殺人案内17（1991年、テレビ朝日） - 草森慎太郎 役
  - 森村誠一の終着駅シリーズ（テレビ朝日）
    - 露口茂版
      - 2「終着駅」（1992年2月1日）- 軍司弘之 役

    - 片岡鶴太郎版 
      - 21「悪の条件」（2007年9月22日）- 永井守 役

  - 牟田刑事官事件ファイル22（1996年、テレビ朝日）
  - 女調査員・おでん屋“ぽんた”探偵局（1998年、テレビ朝日）
  - 女警察署長・美佐子（2003年、テレビ朝日） - 関根一幸 役
- 次郎長三国志（1998年、テレビ朝日） - 都田の常吉 役
- 花王 愛の劇場 39歳の秋（1998年、TBS） - 伊藤 役
- 月曜ドラマスペシャル
  - カードGメン・小早川茜1（2000年、TBS）
  - 西村京太郎トラベルミステリー21（2001年、TBS）
- 南町奉行事件帖 怒れ!求馬II（2000年、TBS）- 巳之吉
- 京極夏彦 「怪」 第2話「隠神だぬき」（2000年3月18日、WOWOW） - 久馬 役
- 剣客商売 第5シリーズ 第8話「鰻坊主」（2004年、フジテレビ / 松竹） - 井上伝蔵 役
- 月曜ミステリー劇場
  - ホステス探偵危機一髪6（2004年、TBS）
- 銭形平次（村上弘明版）第2シリーズ 第6話「欲望の支配者!平次、怒りの激闘」（2005年、テレビ朝日）- 岡部隆之進 役
- 朝の連続テレビ小説 どんど晴れ（2007年、NHK） - 篠田誠 役
- のぞき屋（2007年、テレビ東京）
- 新春ワイド時代劇 徳川風雲録 八代将軍吉宗　（2008年1月2日、テレビ東京）
- 木曜ドラマ　松本清張生誕100年スペシャル・夜光の階段（2009年4月-6月、テレビ朝日）- 青木編集長 役
- オトコマエ!2 第7話（2009年10月17日、NHK） - 亀蔵（和泉屋番頭） 役
- 月曜ゴールデン
  - 「おんな風来マジシャン マリコの殺人事件簿」（2010年2月8日、TBS）
- 土曜ドラマ
  - 鉄の骨（2010年7月-）- 牛島部長 役
  - 神様の女房（2011年） - 今西 役

### 映画
- 地平線（1984年） - 二世青年スズキ 役
- ロケーション（1984年） - 石やん 役
- オフィス・ラブ 真昼の禁猟区（1985年） - 杉本昴之 役
- 植村直己物語（1986年） - 佐藤 役
- 痴漢サギ師 まさぐる指先（1987年） - 研一 役
- ナ・ン・パ〈軟派〉（1988年） - 村川康一 役
- うれしはずかし物語（1988年） - 雨宮 役
- 病院へ行こう（1990年） - 理学療法士 役